# Evangelische Schlosskirche (Allenbach)

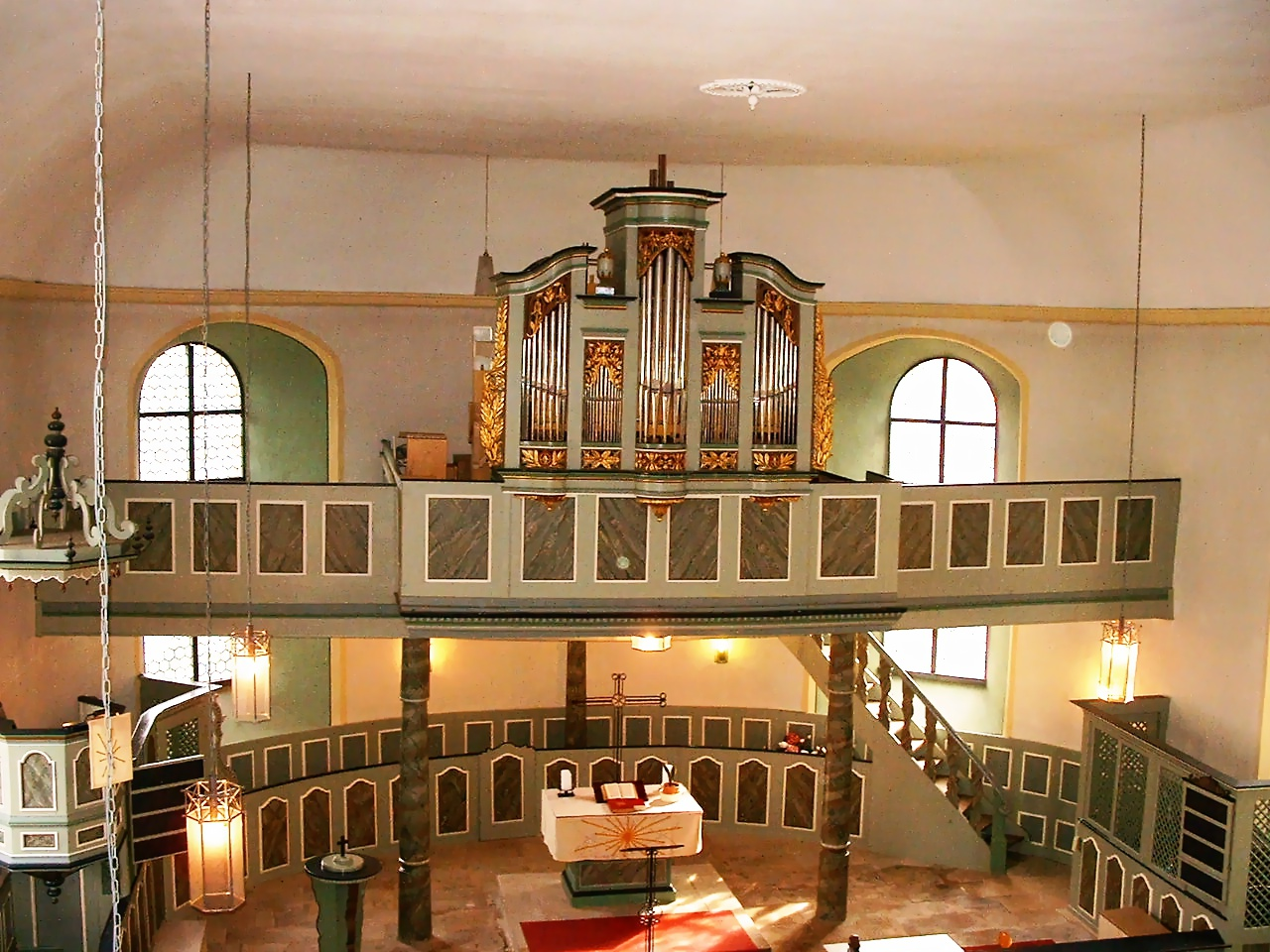
Altar und Orgelempore

Die Evangelische Schlosskirche Allenbach ist die evangelische Dorfkirche der evangelischen Kirchengemeinde Wirschweiler-Allenbach-Sensweiler in Allenbach im Hunsrück, einer Gemeinde im Landkreis Birkenfeld in Rheinland-Pfalz.
Die heutige Kirche ist ein Saalbau mit einem dreiseitigen Chor. Die Kirche besitzt eine historische Orgel der Orgelbauerfamilie Stumm.

## Geschichte

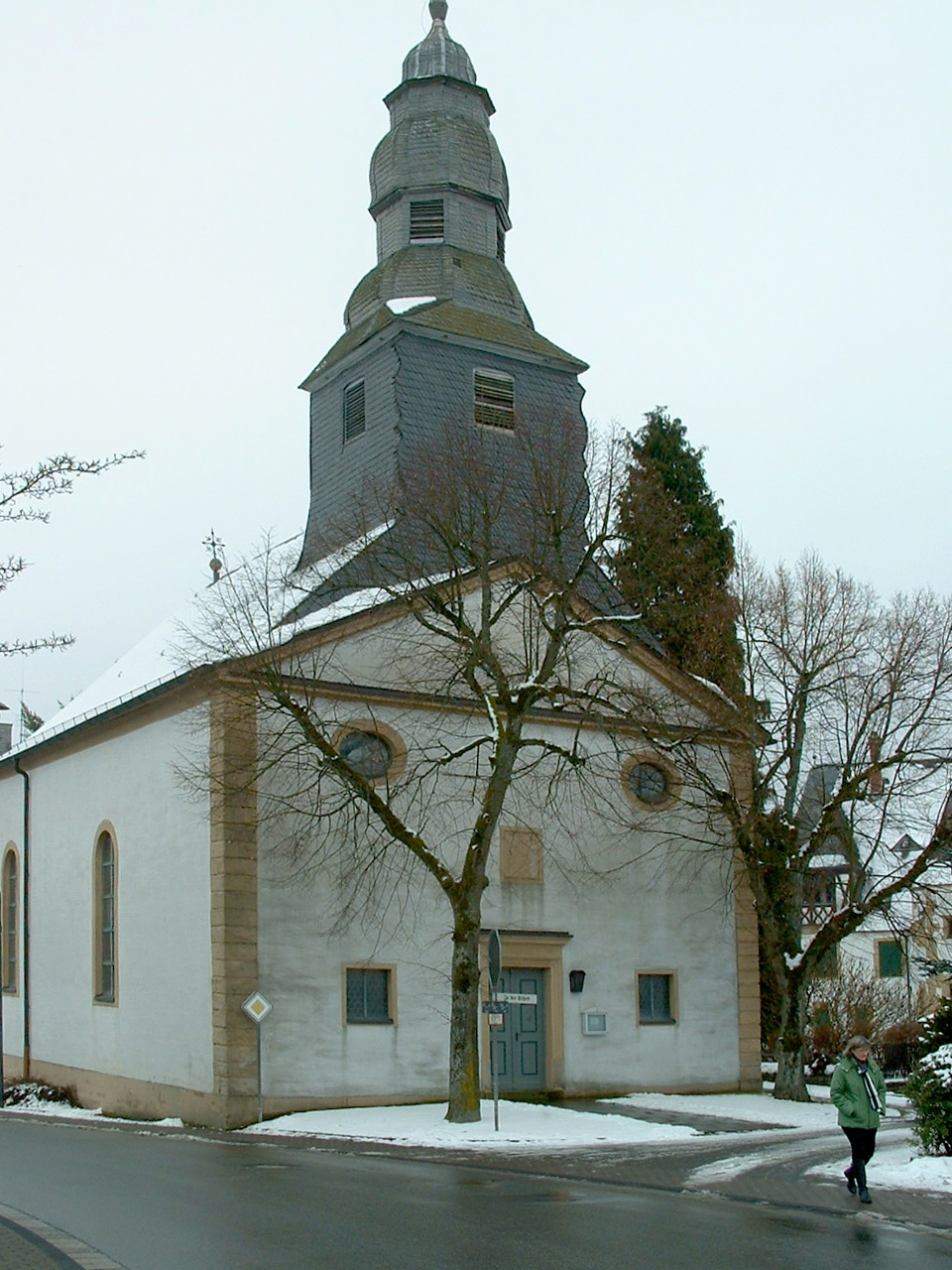
Die Kirche von außen

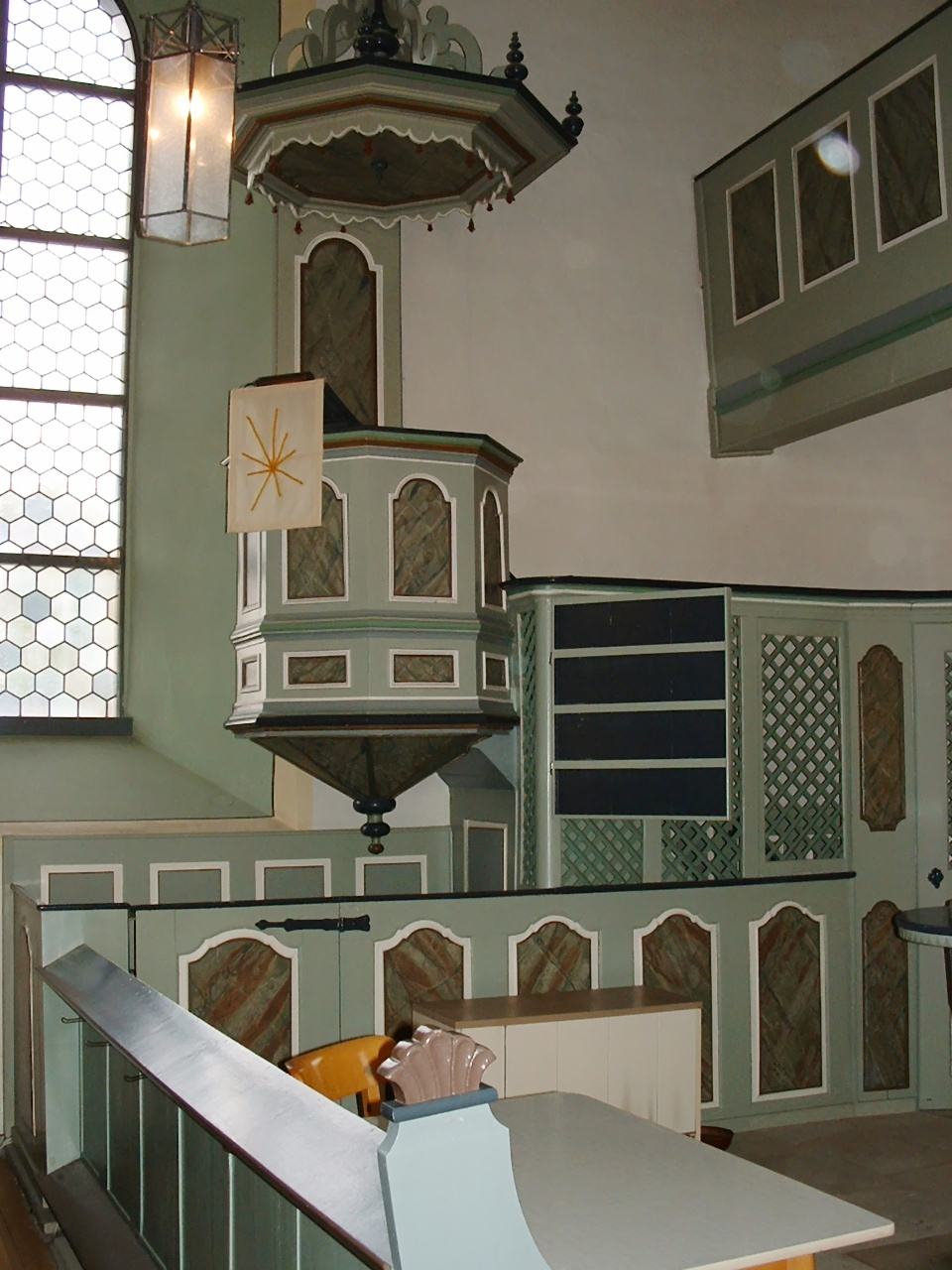
Kanzel

Allenbach war vom Mittelalter bis zum Ende des 19. Jahrhunderts ein blühender Industrieort im Territorium der Hinteren Grafschaft Sponheim. Zwei Kupferhütten, die alte Schmelze und die neue Hütte, sind urkundlich seit 1400 bzw. 1450 belegt. Im Gegensatz zu vielen Kupferschmelzen der Umgebung die mangels Rohstoffe ab dem 16. Jahrhundert nach und nach eingestellt wurden, blieben die Hütten in Allenbach bis 1801 bzw. 1835 in Betrieb. Die Geschichte der ursprünglich der Gottesmutter Maria geweihten Kirche, die wahrscheinlich im Bereich der Burg lag, war immer mit der Geschichte des Schlosses eng verbunden. Vorgängerbauten sind seit 1330 als Filialkirche der Pfarrei Siesbach im Amt Birkenfeld bezeugt. Vor 1334 wurde sie Pfarrkirche. 1557 wurde in der ganzen Hinteren Grafschaft Sponheim die Reformation eingeführt.
Nach dem Dreißigjährigen Krieg und dem damit einhergehenden Bevölkerungsverlust bildete Allenbach zusammen mit Wirschweiler eine Pfarrei mit Sitz in Wirschweiler. Ab 1753 war es bis 1820 wieder eine eigene Pfarrei.
Die alte Kirche (von 1567?), 1608 als eng und baufällig bezeichnet, wurde insbesondere am Dach 1616/17 und 1620 wiederhergestellt. Nicht zuletzt durch die folgenden Kriegsereignisse galt sie 1729 als baufällig und nach einem Bericht von 1756 als einsturzgefährdet. Nach dem teilweisen Einsturz am 12. September 1777 wurde die alte, zu kleine und sehr dunkle Kirche durch einen Neubau ersetzt.

## Architektur und Ausstattung

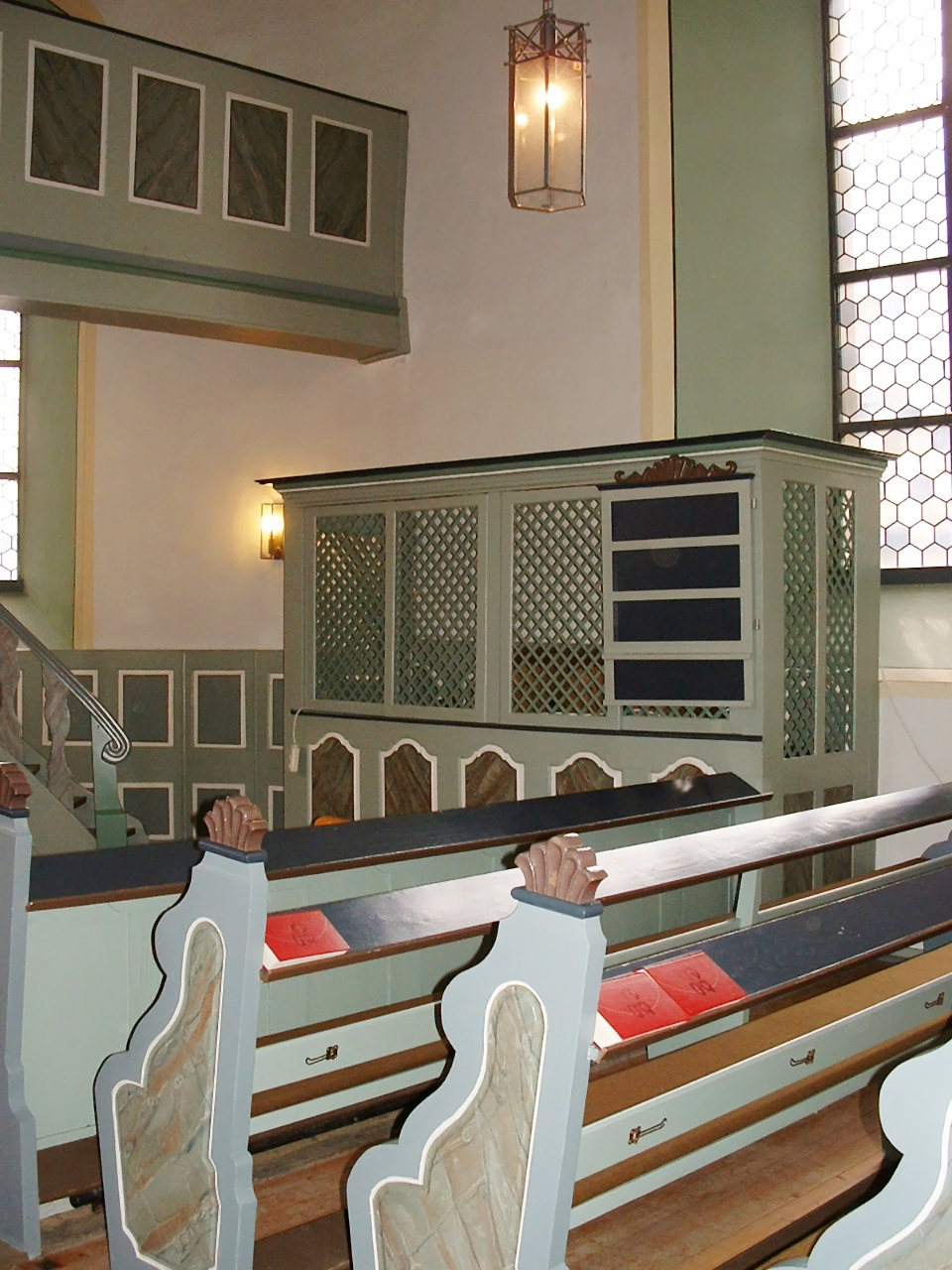
Zensorengestühl

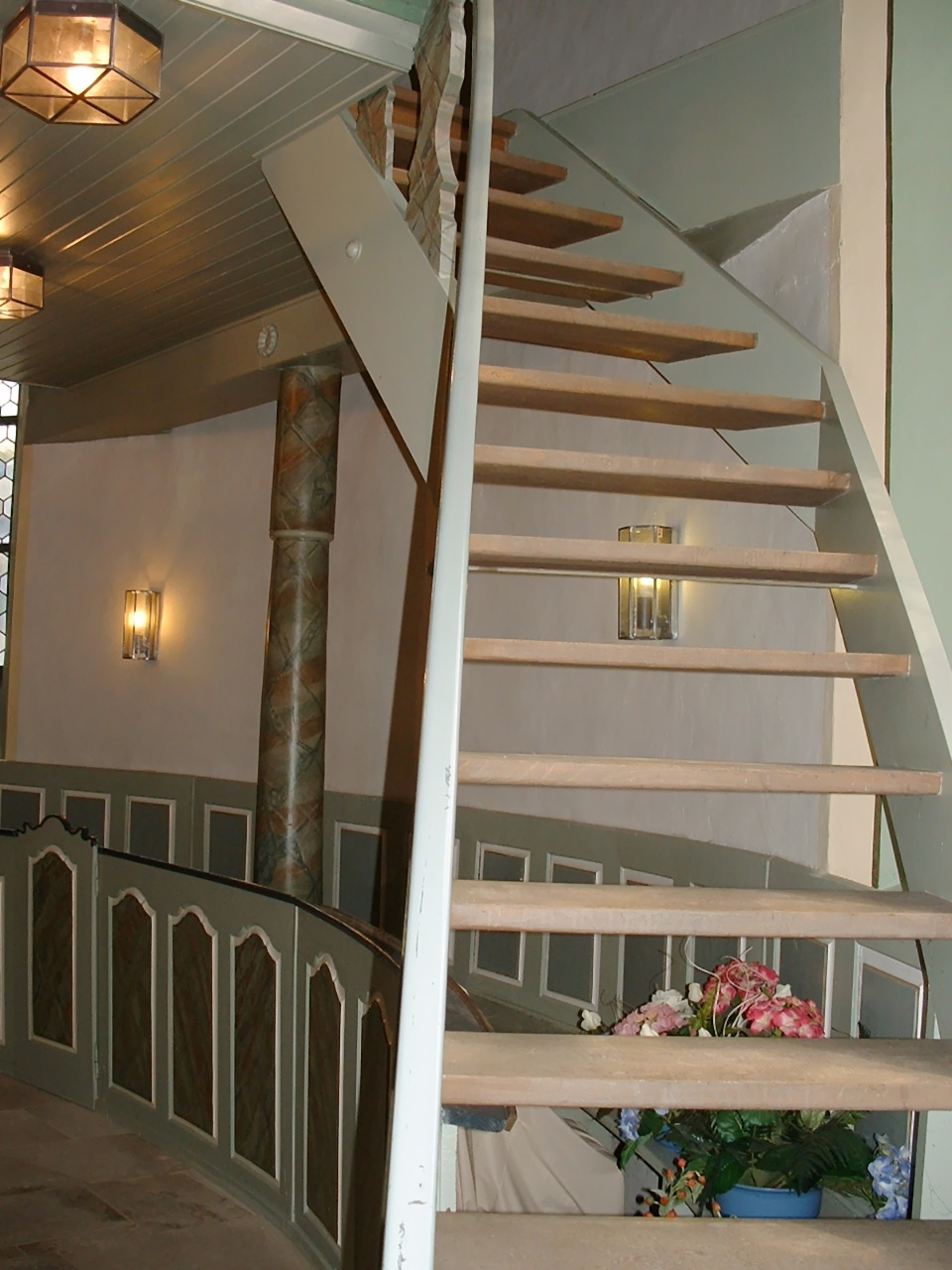
Treppenaufgang zur Empore

Die heutige Kirche wurde 1780/81 nach Plänen des zweibrückischen Baudirektors Friedrich Gerhard Wahl erbaut. Die Kirche ist ein geschlossener Saalbau mit Giebelfassade und Dachreiter. Die verputzte Saalkirche ist aus Bruchsteinen gebaut, hat einen halbrunden östlichen Chorabschluss und eine hochgelegte Westempore. Sie ist 19,27 m lang, 10,70 m breit und 6 m hoch. Die Westfront wird von einem klassizistischen Giebel gekrönt. Über diesem befindet sich ein Dachreiter mit Schallöffnungen und Helm.
Von der ursprünglichen Ausstattung sind die Kirchentür, der Altar des Schreinermeisters Johann Kellermann aus Allenbach sowie die vergitterten Pfarr- und Presbyterstühle erhalten. Die Kanzel hat einen polygonalen Korb und einen kronenartigen Deckel. Der Boden ist mit alten Sandsteinplatten belegt.

## Orgel
Die Kirche besitzt eine Orgel der Orgelbauerfamilie Stumm der vierten Generation von 1832 mit 12 Registern, einem Manual und Pedal. Die Bälge der Orgel sind erhalten. Der Orgelprospekt mit zwei Flügeln, Fries und Ecken ist eine Arbeit des Empirestils und zeigt klassizistische Laubwerk- und Palmettenschnitzerei.

## Nutzung
Die Kirchengemeinde Wirschweiler-Allenbach-Sensweiler ist seit 2011 mit der evangelischen Kirchengemeinde Schauren-Kempfeld-Bruchweiler pfarramtlich verbunden. Zusammen sind sechs Kirchen und neun Predigtstellen in den beiden Kirchengemeinden, die zum Kirchenkreis Trier in der Evangelischen Kirche im Rheinland gehören, zu bedienen. In Allenbach wird derzeit (2015) etwa an drei Sonntagen im Monat und an den kirchlichen Festtagen ein Gottesdienst gefeiert.